# 小香竹
小香竹（学名：Chimonocalamus dumosus）为禾本科方竹属下的一个种。

## 扩展阅读
- 維基物種上的相關：小香竹